# Heinrich Gotthold Münchmeyer
Heinrich Gotthold Münchmeyer (* 29. Juni 1836 in Lauterbach bei Bischofswerda; † 6. April 1892 in Davos) war ein deutscher Verleger und Kolportagebuchhändler in Dresden.

## Biografie
Münchmeyer wuchs in der Oberlausitz auf und verdiente sein Geld zunächst als Zimmermannsgeselle und Dorfmusikant. Später wohnte er in Oberlungwitz, wo er seine Frau Pauline Ey kennenlernte. Das Paar hatte gemeinsam vier Töchter.
1862 gründete Münchmeyer gemeinsam mit seinem Bruder Friedrich Louis in Dresden eine eigene Verlagsbuchhandlung. Herausgegeben wurde verschiedene belletristische Zeitschriften, Romane und andere Kolportagewerke. Zu den Autoren, welche für Münchmeyer tätig waren, gehörten u. a. Gustav Adolph Berthold, Rudolf Kürbis, Valeska von Gallwitz, Friedrich Axmann und Karl May. May, der Münchmeyer schon in seinem Heimatort Hohenstein-Ernstthal kennengelernt hatte, arbeitete 1875/76 als Redakteur in dessen Verlag und war später als freier Schriftsteller für Münchmeyer tätig. Zwischen 1882 und 1888 schrieb er fünf Kolportageromane für den Verlag.
Im April 1892 verstarb Münchmeyer während eines Kuraufenthaltes in Davos (Schweiz), wo er sich wegen Lungenschwindsucht behandeln ließ. Sein Grab befindet sich auf dem Johannisfriedhof in Dresden-Tolkewitz. Nach seinem Tod übernahm seine Witwe die Geschäftsführung des Verlages und verkaufte diesen 1899 mit allen Rechten an Adalbert Fischer.